# 俄国社会民主工党中央俄罗斯局
俄国社会民主工党中央俄罗斯局存在于1903年至1917年，是俄国社会民主工党流亡海外期间，受该党中央委员会授权领导俄国国内的党组织与党的活动的秘密机关。 
1912年1月俄国社会民主工党在布拉格召开俄国社会民主工党第六届全俄会议，即布拉格会议，布尔什维克与孟什维克正式决裂，六大中央委员会重组了俄罗斯局，接受列宁的领导。
1914年第一次世界大战爆发后，俄罗斯局的领导成员被捕，停止活动。1915年恢复活动，主要是贯彻列宁的反对帝国主义战争的宣传鼓动。1917年二月革命，莫洛托夫领导的俄罗斯局于3月12日发布“告俄国公民”，宣布推翻沙俄统治、俄国资产阶级民主革命的胜利。1917年3月18日，俄罗斯中央局恢复出版《真理报》。1917年5月7日，俄国社会民主工党（布）在彼得格勒召开第七次会议，俄罗斯局停止存在。